# Esperanza Macarena de Sevilla
María Santísima de la Esperanza Macarena Coronada es una advocación mariana venerada en la basílica de la Macarena, ubicada en el barrio sevillano de San Gil. Su fiesta es celebrada por la Iglesia católica el día 18 de diciembre, y aparece representada con cinco pétalos verdes de cristal de roca francés engarzados en forma de azucenas, denominadas mariquillas, que le traspasan el pecho, regalo del torero sevillano Joselito el Gallo, gran benefactor de la imagen.
Es una talla de candelero realizada en el siglo XVII por un autor anónimo, aunque ha sido atribuida a diversos escultores relacionados con el taller de Pedro Roldán, entre los que destaca su hija La Roldana. En 1925 protagonizó el primer besamanos público a una dolorosa. Fue coronada canónicamente en 1964, convirtiéndose en la segunda imagen dolorosa de Sevilla en obtener esta dignidad, precedida de la Virgen de la Amargura. En 1971 el alcalde de la ciudad, Juan Fernández Rodríguez le impuso la Medalla de Oro de Sevilla, y en 2024 el papa Francisco le concedió la Rosa de oro.
Se trata de una de las imágenes de mayor devoción que participa en la Semana Santa de Sevilla, haciendo estación de penitencia con la Hermandad de la Esperanza Macarena en la tradicional Madrugada del Viernes Santo. Goza de gran popularidad, no solo en Sevilla, sino también en muchas ciudades españolas, así como en diferentes países de Europa, América y Asia, donde existen diversas copias de esta imagen mariana, destacando por ser la más antigua la que posee la Hermandad del Gran Poder y Esperanza Macarena de Madrid, residente en la Real Colegiata de San Isidro, donde también se venera una copia de Jesús del Gran Poder de Sevilla. 

## Historia

### Autoría discutida de la imagen
La imagen es fruto de las importantes reformas llevadas a cabo entre 1670 y 1680 por la Hermandad de la Macarena en su patrimonio artístico. Hasta el año 1654 la hermandad solo procesionó una imagen de la Virgen y un Crucificado del escultor Pedro Nieto. 
Se desconoce el encargo para la realización de esta nueva obra para la hermandad, que puede datarse hacia 1680, y está atribuida al taller del escultor de Sevilla Pedro Roldán. Entre los nombres que se han señalado para su autoría se encuentran Juan de Mesa, Benito de Hita y José Montes de Oca, además de su propia hija, La Roldana, de forma especial. La primera restauración llevada a cabo en la imagen corresponde a la efectuada en marzo de 1881 por Emilio Pizarro de la Cruz, en la que se hizo un nuevo candelero y brazos, se le colocaron pestañas y lágrimas nuevas y se repararon diversos desperfectos del rostro; se le volvieron a colocar nuevas pestañas en 1883 en una intervención anónima.

### Reformas de Rodríguez Ojeda

La Esperanza Macarena bajo el primitivo palio de taller de Rodríguez Ojeda, vendido a la Hermandad de la Estrella.

A principios del siglo XX la imagen es vinculada de manera profesional a la figura del bordador Juan Manuel Rodríguez Ojeda, quien era hermano de la hermandad, y que aportó un importante cambio a la misma, y en general a todas las hermandades de la Semana Santa sevillana. Entre 1899 y 1900, cuando se encontraba en su momento más álgido, realizó un manto nuevo en hilo de oro y seda de colores con malla de oro sobre terciopelo verde, conocido popularmente como el manto de malla o El Camaronero, en alusión a su aspecto de red.  Fue expuesto durante meses en el escaparate de un comercio de la calle Francos, donde miles de sevillanos se acercaron a contemplarlo. Completando el conjunto, realizó también una saya, la misma que luce la imagen en el azulejo cerámico que se contempla en el arco de La Macarena, realizado por el pintor Manuel Rodríguez. Se desconoce el paradero de la saya, que fue nuevamente bordada siguiendo el mismo modelo en el año 2000.

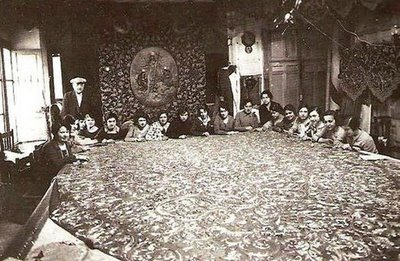
Bordadoras del taller de Rodríguez Ojeda con el manto camaronero de la Esperanza Macarena, que estrenó la imagen en el año 1900.

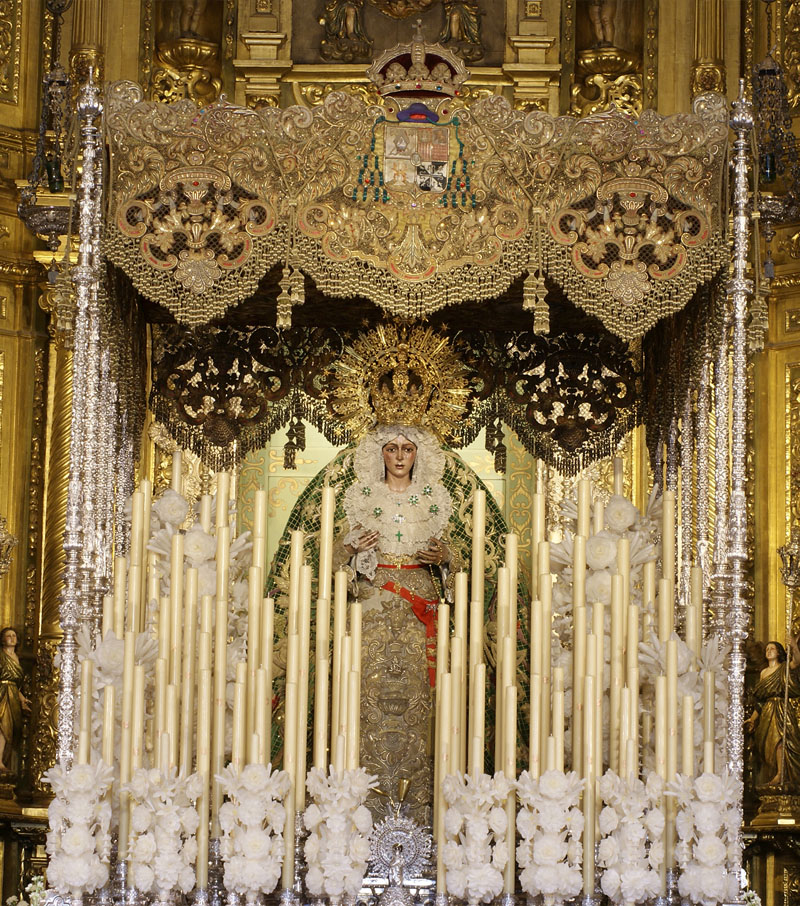
Palio de la Macarena

En 1908 realizó el palio de terciopelo granate, del que se conserva en uso el techo, en el que contribuyó con sus novedosas formas y bordados a la popularización de la nueva estética, y fue completado por los Sobrinos de Caro en 1964 con las actuales bambalinas que siguen el mismo modelo. El 27 de marzo de 1913, el cardenal arzobispo de Sevilla, don Enrique Almaraz Santos bendijo y colocó a la imagen la corona de oro de ley y esmaltes realizada a partir de un modelo de Rodríguez Ojeda, en una multitudinaria ceremonia celebrada en la iglesia de San Gil y anunciada incluso con cartelería. Además, le fueron retirados los siete puñales del pecho, y colocadas las mariquillas, regalo del torero Joselito el Gallo. La corona fue posteriormente enriquecida con brillantes en 1938, 1953 y 1963.
Finalmente en 1930 realizó un nuevo manto bordado en hilo de oro y seda de colores sobre tisú verde, mediante suscripción promovida por el propio rey Alfonso XIII de España, que había sido recibido como hermano de la hermandad en 1904. Fue bendecido el 11 de abril por el cardenal Eustaquio Ilundain y Esteban, a la sazón arzobispo de la ciudad.

### Luto por Joselito el Gallo
La muerte de José Gómez Ortega, conocido como Joselito el Gallo o Gallito, ocurrida el 16 de mayo de 1920 en la plaza de toros de Talavera de la Reina (Toledo) conmocionó a la provincia de Sevilla, y especialmente a la hermandad, de la que fue teniente de hermano mayor. Por acuerdo de la misma, Rodríguez Ojeda vistió la imagen por primera y única vez de negro, en señal de luto y recogimiento. Además se celebraron multitudinarios funerales en la iglesia de San Gil, donde aún se encontraba la sede de la hermandad, y donde se preparó un fastuoso túmulo.
Las escasas fotografías de la imagen vestida de luto fueron muy difundidas en la ciudad, y pasaron a venerarse tanto en las capillas de toreros y artistas como en las de otros devotos. Dentro de las donaciones con las que el torero obsequió a la imagen destacan sus famosas mariquillas que lleva en el pecho, que simbolizan los siete puñales que acostumbran a llevar las imágenes Dolorosas clavados en el pecho en alusión a los Siete Dolores padecidos por la Virgen María. Además, se planteó la posibilidad de encargar unos varales de oro para el paso de palio, que finalmente no llegaron a ejecutarse.
En el momento en que es proclamada la Segunda República Española, algunos miembros republicanos saquearon diversos templos sevillanos, y ante el peligro una limpiadora trasladó la imagen a su casa y la metió en su cama simulando ser su hermana enferma. Llegada la noche, la trasladó al cementerio de San Fernando y argumentando ser un marmolista, la depositó en la sepultura de Joselito el Gallo, donde permaneció oculta durante dos meses sin que nadie, a excepción del torero Ignacio Sánchez Mejías (cuñado de Joselito) conociera su paradero.

### La guerra civil española
En la madrugada del 18 de julio de 1936, fecha en la que se dio el golpe de Estado que dio inicio a la guerra civil española, se produjo el incendio intencionado de la parroquia de San Gil Abad y de la capilla propiedad de la Hermandad. A las doce de la noche, después de un tiroteo intenso, con voces, carreras y golpes, se pudo reconocer que del templo de San Gil se veían salir llamas de todos sus rincones. 
Asimismo, se conoció que los incendiarios se dirigieron a continuación al almacén de los pasos, situado frente al templo, pero al ser descubiertos por vecinos desde los balcones, desistieron realizar otro acto de vandalismo sobre las imágenes, pasos y objetos que se guardaban allí. Las imágenes del Señor de la Sentencia y de Nuestra Señora del Rosario fueron depositadas en el almacén de los pasos, frente a San Gil. La Virgen de la Esperanza se trasladó al domicilio particular de un Hermano. En el mes de octubre de ese año, la hermandad se traslada a la iglesia de la Anunciación.

### Su coronación canónica

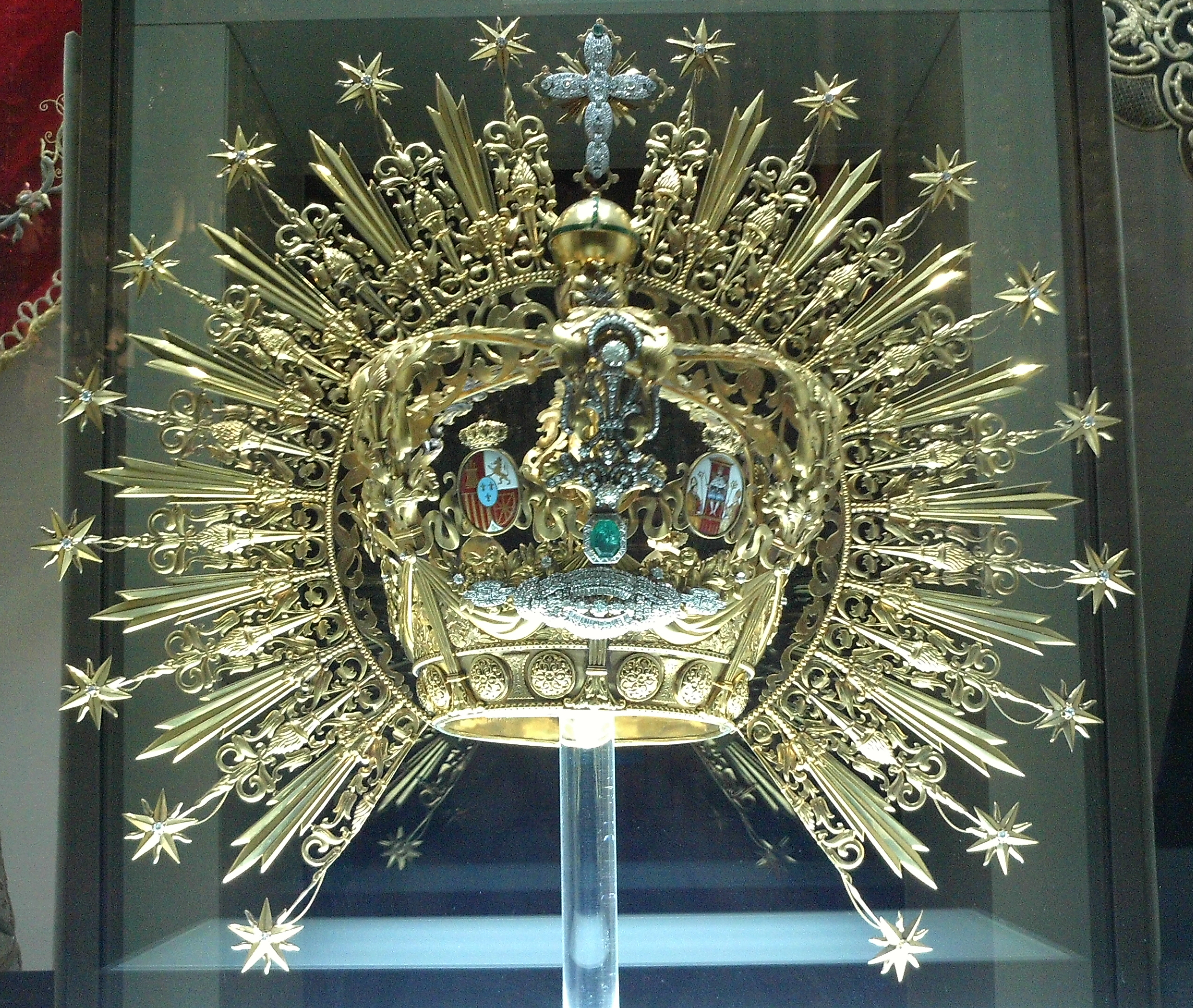
Corona de la Esperanza Macarena.

El 20 de diciembre de 1962, la Junta de gobierno de la hermandad solicitó al papa Juan XXIII la coronación canónica de la imagen, y el 17 de febrero de 1963, la Santa Sede, a través del cardenal Paolo Marella concedió esta distinción, la cual es emitida directamente por la Reverenda Fábrica de San Pedro. El 27 de mayo de 1964 se realizó la procesión de traslado a la catedral de Sevilla, donde se levantó un altar para la ocasión, y los días siguientes se realizó un triduo en su honor, iniciando los cultos preparatorios para la coronación.
El día señalado para la celebración fue el 31 de mayo, y el lugar la popular plaza de España, aunque por el mal tiempo la ceremonia se trasladó al interior de la catedral. El acto fue presidido por el cardenal-arzobispo de Sevilla, don José María Bueno Monreal, Francisco Franco como jefe del Estado y otros representantes del gobierno; en la ceremonia actuaron los Seises y la coral de la Escolanía Virgen de los Reyes. Una vez finalizada la ceremonia la imagen regresó hasta su basílica, en una procesión que se prolongó durante doce horas por las calles de la ciudad. 
En 1989 se celebró el XXV aniversario de su coronación, en el que se reprodujo el mismo programa de actos y cultos que se proyectó para su coronación, programación que se repitió en el año 2014, cuando se llevó a cabo el L aniversario.
La procesión de ida por el 50 aniversario empezó el día 24 de mayo de 2014 desde la Basílica hasta la Catedral, donde saludó a varias hermandades, organizaciones religiosas y políticas en su camino, como Omniun Sanctorum (Javieres y Carmen), MonteSión, San Juan de la Palma (Amargura), Santa Ángela de la Cruz (Hermanas de la Cruz), Iglesia de la Anunciación (El Valle), Excmo. Ayuntamiento de Sevilla en la plaza de San Francisco donde hubo un gran acto de oficial por parte del entonces alcalde de la ciudad Juan Ignacio Zoido, y por último tuvo su entrada en la Catedral, posteriormente en su interior hubo un multitudinario besamanos y triduo.
El día 31 de mayo de 2014  el recorrido fue desde la Catedral hasta la Plaza de España, donde hubo un pontifical en la misma, en este acto se pudieron escuchar notas musicales que no suelen tocar a pasos procesionales, "Suspiros de España" para la Esperanza Macarena a la salida de la plaza hizo las delicias de todos los asistentes a la misma. Al terminar el acto el paso procesional se dirigió desde la Plaza de España hasta el Rectorado de la Universidad de Sevilla donde saludó a la Hermandad de los Estudiantes en su capilla.
Sobre las 18h del mismo día comenzó la procesión triunfal de regreso a su basílica, pasando por diversos templos para visitar a las Hermandades, entre ellas a la Hermandad de los Negritos en la calle Recaredo, a la Hermandad de los Gitanos y a la Hermandad de la Trinidad en María Auxiliadora, a la Hermandad de la Hiniesta en San Julián, la Iglesia de San Gil para llegar a su Basílica el día 1 de junio por la mañana. Un acto que fue multitudinario en el que jamás se había visto como la ronda histórica se llenó de gente para esperar a ver el paso procesional de la Señora de Sevilla.

### Ceremonia de beatificación deMaría de la Purísima
El 18 de septiembre de 2010 la imagen de la Esperanza Macarena participó en la ceremonia de beatificación de la religiosa María de la Purísima que se celebró en el Estadio de la Cartuja de Sevilla, donde se reunieron más de 20.000 personas, produciéndose así, la salida extraordinaria de mayor "masa humana" que recuerda la ciudad.
La Virgen de la Esperanza Macarena salió a las 3:00 de la madrugada del 18 de septiembre al estadio, y regresó a la misma hora del día siguiente; muchos en el barrio dicen de tuvieron una madrugada del 10 de septiembre. La imagen fue vestida con el manto de la coronación.

### Salidas extraordinarias
La Esperanza Macarena ha sido la imagen dolorosa sevillana que en más ocasiones ha realizado procesiones extraordinarias, esto es, fuera del periodo de la Semana Santa y por muy diversos motivos:
- El Domingo de Pascua de 1908, con motivo del centenario de la Guerra de la independencia española. La Macarena salió por las calles de su barrio con un peculiar exorno compuesto por banderas nacionales españolas colgadas de las esquinas del paso.

- El 11 de octubre de 1939, en acción de gracias por el fin de la Guerra civil española. Durante esta salida se entregó al Estado la corona de oro de la Virgen debido a la precaria situación que vivía el país. La misma sería devuelta más tarde.

- El 3 de abril de 1941, con motivo de la colocación de la primera piedra de lo que sería su actual Basílica. El cardenal Pedro Segura presidió la ceremonia y realizó la bendición. La Virgen llegó a la iglesia de la Anunciación -su entonces santuario- a las doce y media de la noche.

- El 24 de noviembre de 1946, en ocasión de la proclamación de la Virgen de los Reyes como patrona de Sevilla y su archidiócesis. Se realizó una gran procesión mariana con varias imágenes sevillanas de gran devoción. Entre ellas; la Virgen del Pilar, la Virgen de la Amargura, la Reina de Todos Los Santos, la Virgen del Valle y la Virgen del Amparo, todas sin palio.

- El 31 de mayo de 1964, con motivo de su coronación canónica. Originalmente el acto iba a tener lugar en la Plaza de España pero la lluvia lo impidió, celebrándose entonces en la catedral. El traslado de regreso a su santuario se pospuso al 3 de junio.

- El 15 de abril de 1971, se le impuso la medalla de oro de la ciudad de Sevilla en la Plaza de San Francisco. La Virgen llegó a su Basílica a las cuatro de la madrugada, antes de lo cual, la imagen realizó una visita a la capilla de la Virgen del Rosario de Montesión.

- Entre el 27 y el 31 de mayo de 1989, por el 25 aniversario de su coronación canónica. La Esperanza Macarena fue trasladada a la Plaza de San Francisco donde se celebró un pontifical, tras lo cual fue trasladada a la catedral.

- El 23 de septiembre de 1995, por los 400 años de la fundación de su Hermandad. La Virgen presidió un solemne pontifical bajo el Arco de La Macarena, tras el cual realizó una procesión por las calles de su barrio. El cortejo hizo una parada en San Gil, su histórica sede.

- El 18 de septiembre de 2010, con motivo de la beatificación de Madre María de la Purísima. La Esperanza salió sin el techo de palio, sin bambalinas ni varales, al igual que hiciera en 1946. La Virgen se dirigió al Estadio de la Cartuja donde tuvo lugar la celebración, al regreso, la Virgen transitó por calles de su barrio por donde habitualmente no pasa y visitó el Hospital Universitario Virgen Macarena.

- El 24 y el 31 de mayo de 2014, por los 50 años de su coronación canónica. La imagen se trasladó a la Catedral, donde celebró cultos extraordinarios y luego a la Plaza de España en donde se celebró una misa estacional presidida por Monseñor Juan José Asenjo Peregrina, arzobispo de Sevilla. Tras esto fue trasladada al cercano Rectorado de la Universidad de Sevilla, en donde recibió el homenaje de la Hermandad de los Estudiantes. Una vez acabada, regresó en Procesión Triunfal hasta su Basílica, donde llegó con las primeras luces del día 1 de junio.

- Del 8 al 9 de diciembre de 2024, con motivo de la procesión magna extraordinaria por la clausura del II Congreso de Hermandades y Piedad Popular. Se trata de una procesión protagonizada por las principales devociones marianas y cristíferas de la ciudad y su provincia, entre ellas: la Macarena, la Esperanza de Triana, Gran Poder y El Cachorro, la Virgen de los Reyes, la Virgen de Setefilla, la Virgen del Valme, entre otras. Durante este traslado, tuvo lugar el reencuentro entre la Esperanza Macarena y la Esperanza de Triana, las dos dolorosas más veneradas de Sevilla, 29 años después del primer encuentro en la catedral de Sevilla en 1995.

## Descripción
Se trata de una imagen perteneciente al Barroco, y fechada hacia 1680. Es de las denominadas de candelero, para vestir, y está realizada en madera de pino y ciprés con una altura de 175 centímetros.
El rostro muestra una belleza casi adolescente, con una mascarilla de excelente factura; posee una expresividad insólita estableciendo un modelo de Virgen dolorosa que ha sido imitado hasta la saciedad. En la actualidad mantiene la cabeza recta, con peluca natural (que perteneciera a la cabellera de Juanita Reina, la cual quiso donarla tras su muerte) y la mirada dirigida levemente hacia el suelo. Sus cejas arqueadas, acompañadas de los párpados hinchados y las mejillas enrojecidas reflejan el dolor y angustia ante la muerte de Jesús que pretende representar la imagen. Posee ojos realizados en pasta vítrea con el iris policromado en tonos castaños, y dispone de pestañas. Su boca entreabierta muestra la lengua proyectada hacia adelante, y tiene los dientes superiores tallados; recorren sus pómulos cinco lágrimas de cristal que simbolizan las cinco angustias padecidas por la Virgen.
Sus manos se encuentran abiertas, con dedos torneados y palmas extendidas portando un manípulo en la mano derecha y un rosario en la izquierda. Posee corona de oro de ley y esmaltes, enriquecida con diamantes. Luce en el pecho sus características mariquillas, así como la medalla de Oro de la ciudad de Sevilla que le fue impuesta en 1971.

## Devoción universal de la Macarena

### Devoción en Europa

#### Otros lugares de España y Europa
La devoción a la Esperanza Macarena traspasa las fronteras de Sevilla, y está muy extendida en España, donde se registran diversas hermandades y cofradías bajo su advocación. Una de las principales es la radicada en Madrid, fundada por un grupo de sevillanos devotos en 1940, titulada Real Hermandad del Gran Poder y Esperanza Macarena, que tiene su sede en la Real Colegiata de San Isidro, y que realiza su estación de penitencia el Jueves Santo. Dentro de la Comunidad de Madrid, la ciudad de Parla también cuenta con una hermandad que venera a la imagen.
En Barcelona, en la iglesia de San Agustín, junto a las Ramblas, tiene su sede la Hermandad del Gran Poder y la Esperanza Macarena de la que se puede contemplar su imagen expuesta durante todo el año en una de las capillas del templo. Con gran devoción la Hermandad saca ambas imágenes en procesión cada Semana Santa por las calles del casco antiguo de Barcelona. 

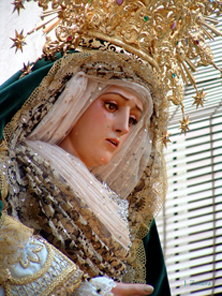
Imagen de la Esperanza Macarena de Sorbas (Almería).

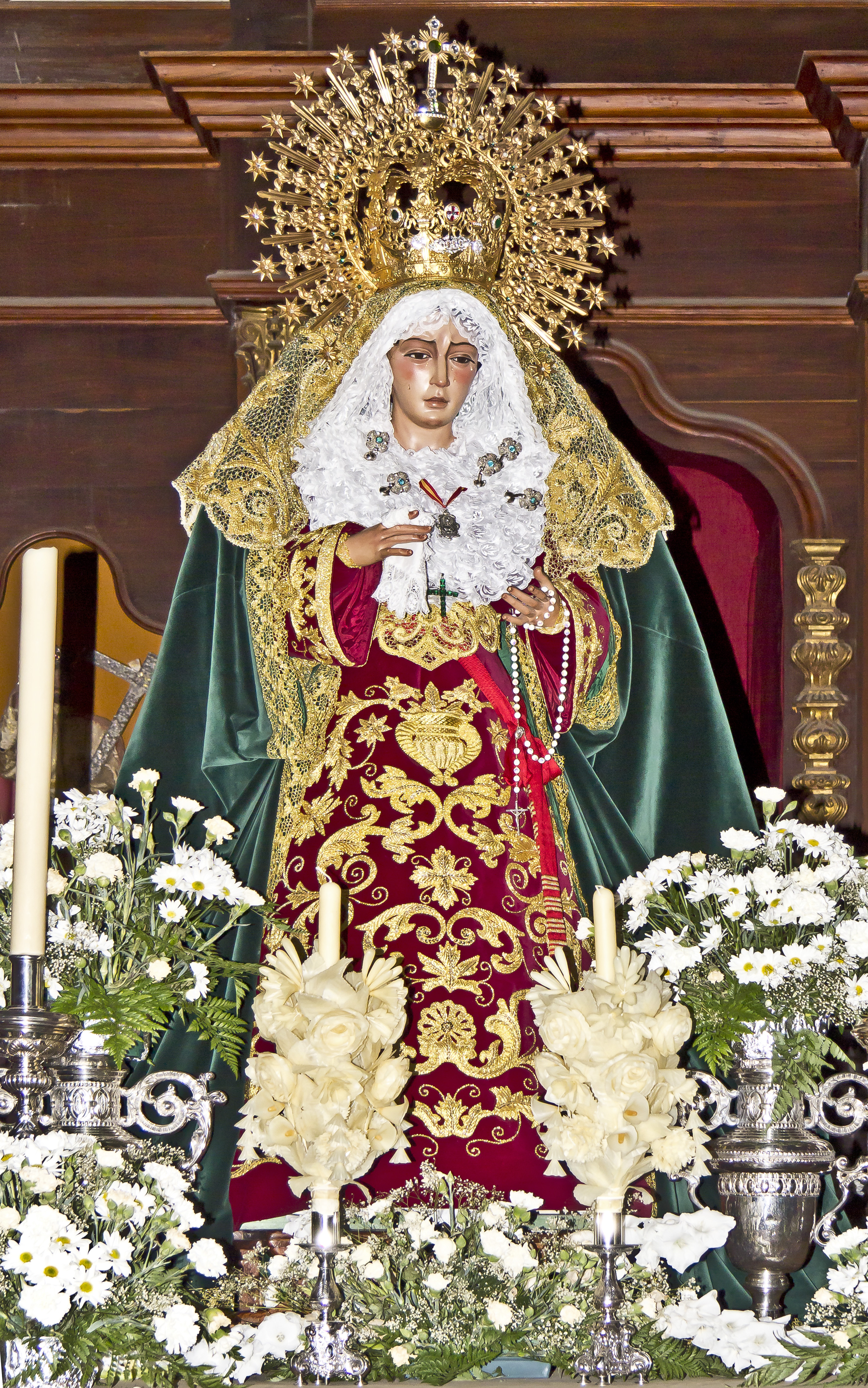
Imagen de la Esperanza Macarena de Santa Cruz de Tenerife.

Otras ciudades y municipios españoles que cuentan con imágenes de la Esperanza Macarena son: Almería, Sorbas y Cuevas de Almanzora (Almería); Martín de la Jara (Sevilla) de singular belleza, Alcantarilla y Las Torres de Cotillas (Murcia), Aspe y Callosa de Segura (Alicante), Albacete y La Roda (Albacete), Guadalajara, Onda (Castellón), Santa Cruz de Tenerife (Canarias), Barcelona y Manresa (Barcelona), Puertollano, Manzanares (donde se guarda una imagen muy similar a la Macarena) y Valdepeñas (Ciudad Real), Almoradí (Alicante), Jerez de los Caballeros (Badajoz) y 
La Puebla de Cazalla (Sevilla).
Finalmente, en 1990 llegó a Catania (Italia) una copia bendecida que se venera en el domicilio particular de Agostino Valenti, y en el museo del arzobispado de Cracovia (Polonia) se conservan desde el año 2002 varios cuadros de la imagen.

### Devoción en América
Colombia es el país de América que registra mayor número de núcleos devocionales a la Esperanza Macarena. El más antiguo se localiza en la capital del país, en Bogotá, donde se la tiene como patrona de los toreros. En ella desde los años 1950 se lleva a cabo una procesión el Viernes de Dolores con una imagen de la Macarena, que parte desde la iglesia de Nuestra Señora de la Candelaria.  Además, da nombre a una Unidad de Planeamiento Zonal y a un barrio de la ciudad de Santa Fe. En el Departamento del Meta se ubica el municipio de La Macarena, en pleno parque natural de la Sierra de la Macarena. En él se estableció desde principios de los años 1980 la parroquia de Nuestra Señora de la Macarena, dependiente de la diócesis de Granada. En Medellín la plaza de toros, de primera categoría, lleva su nombre y la tiene por patrona; igualmente existe una parroquia en el territorio de la arquidiócesis dedicada a ella. 
Otra procesión similar a la de Bogotá tiene lugar anualmente en Medellín y Manizales, donde ambas plazas de toros tiene esta advocación, y en Casanare se venera a la Virgen de Manare, imagen que reproduce a la Macarena.
En Estados Unidos se registran diversos puntos de devoción a la imagen. Desde finales de los años 1970 hasta los años 1990, en la Hispanic Society of America de Nueva York se veneró en la iglesia de Nuestra Señora de la Esperanza, una fotografía suya, cuyo paradero se desconoce. En la actualidad, se conserva un cuadro dedicado a la imagen, obra de la pintora Audrey Flack. También puede contemplarse una imagen en el hospital de Santa Catalina de Siena de Pensilvania; además, en 1985, el imaginero Luis Álvarez Duarte realizó una copia de la Macarena para Spring Grove, condado de York, en el estado de Pensilvania. Finalmente, la iglesia del Corpus Christi de Miami es sede canónica de una hermandad que tiene por titulares a Jesús de Medinaceli, copia del madrileño, y a la Esperanza Macarena, en una talla realizada en 1998 por Miguel Bejarano, y que es sacada en procesión el Viernes Santo.
También es venerada en Brasil, donde llegó de la mano de la Infanta doña María de la Esperanza de Borbón-Dos Sicilias, Princesa Imperial de Brasil, que colocó un retablo cerámico de la imagen en el Palacio de Grão-Pará (Petrópolis), después de haber inaugurado junto a su marido, Pedro Gastón de Orleans-Braganza el que preside el arco de La Macarena en 1923; Puebla de Zaragoza (México), en cuya iglesia de San Francisco se localiza la capilla de la Macarena, que alberga una talla de la imagen en madera, de gran devoción en el mundo de la tauromaquia, hasta el punto de titularla patrona de los toreros. La talla es obra de un escultor local, fechada en 1989, aunque la devoción por la Macarena en la ciudad se remonta a los años 1960; República Dominicana, donde en los años 1950 se instaló en una capilla interior de la Catedral Primada de América de Santo Domingo (República Dominicana) un retablo cerámico con la efigie de la Macarena, que la representa con un puñal en la mano; y Perú, país de gran devoción a la Virgen María también posee reproducciones escultóricas como en la Ciudad de Tacna cuya imagen traída desde España fue venerada desde 1954 en la Capilla de las religiosas del Buen Pastor hasta septiembre del 2014 que fue trasladada a la Catedral de la ciudad. En Arequipa la imagen de la Esperanza Macarena se encuentra en el Templo de la Compañía de Jesús, realizando su recorrido procesional el Martes Santo; en 2024, por primera vez salió en procesión sobre los hombros de los exalumnos del colegio San José, a iniciativa de los jesuitas que regentan ese colegio. EnHuancayo y Lima y Callao, esta última posee una parroquia dedicada a la advocación.
En Panamá Casco Viejo, Panamá, se está iniciando la propagación al culto de la Esperanza Macarena. Actualmente hay una Hermandad Sacramental y Cofradía de Nazarenos que tiene como titular a la Esperanza Macarena.

### Devoción en Asia
Filipinas
- En Santa María, en la provincia de Bulacán.